# Bolla Ági
 Bolla Ági, született Bolla Ágnes (Pécs, 1957. április 1. –) magyar manöken, modell, fotómodell.

## Élete
A 70-80-as évek manökenje. A pécsi kesztyű reklámjaiban szerepelt, de a Caola kozmetikai cég reklámarca is volt, szerződést kötöttek a termékek állandó reklámozására.
A szentlőrinci Mezőgazdasági Szakközépiskolában érettségizett, aztán a cserkúti növényvédő állomáson dolgozott Budapestre költözése után. 
Budapesten megszólította egy fotós, hogy szeretne róla néhány képet készíteni, aki Urbán Tamásnak, az Ifjúsági Magazin fotóriporterének volt a tanítványa. Készített róla néhány próbafelvételt, amiből egy kép meg is jelent az Ifjúsági Magazinban.
Fotói egyre gyakrabban voltak láthatók a hazai divat- és képeslapokban, az Ez a Divat-ban is. Előképzettsége nem volt, manökentanfolyamra nem járt, amikor elkezdte, a divatbemutatókon, mindent a kolléganőitől tanult. Később  vizsgázott le az Állami Artistaképző Intézet manöken- és fotómodell szakán.
Az első komolyabb munkája a Trend '80 című divatbemutatósorozat volt, vidéken. KISZ-táborokban rendezett divatbemutatókon is volt manöken, így már volt némi rutinja, amikor augusztusban bekopogtatott a Váci utcai Clara-Szalonba (Rotschild Klára). Felpróbált  néhány ruhát, és  tíz nap múlva táviratot kapott, hogy azonnal jelentkezzen a szalonban. Négy manöken visszamondta a szeptemberi, Hilton-beli bemutatót, helyettesíteni kellett. Aztán a Vigadóban szerepelt, a Magyar Divat Intézet bemutatóján. Ettől kezdve az élvonalba került.